# 咲-Saki-角色列表
本條目為咲-Saki-的人物列表。 
※聲優表示方式：日本配音方面分为廣播劇CD版/動畫版，如果不分别列出则为同一人或无广播剧配音。

## 長野縣

### 清澄高中
宮永咲（配音：植田佳奈（日本），雷碧文（台湾）/ 演員：濱邊美波）
1年級生。生日是10月27日，天蠍座。膽小又愛哭的冒失娘，路痴。但是打麻雀時近乎「看得見」一樣的直覺和運氣。現在與父親同住，分居中的母親和姊姊宮永照住在東京。最初受家庭麻雀的影響而變得討厭麻雀，從那時起就一直只以±0作為打麻雀的目標( 因為小時候家裡只有新年會打麻將，輸了就沒有壓歲錢，可是贏了又會被罵，所以學會每次都把分數調整成沒輸沒贏±0的打法）。在遇到原村和後，認為可以透過麻雀來消解與姊姊的爭執，決定認真地打以取勝為目標的麻雀。曾經有一次自己一人去東京找姐姐，但是照一句話也不願意聽，這個舉動讓咲認為照還在生自己的氣。和姐姐似乎有四分之一混血。
喜歡的役也同是必殺技的是跟自己名字意思相近的嶺上開花（日文漢字，意謂開花），嶺上牌之後通常都會自摸。赤腳的時候是打牌打得最好的時候，第一次胡出的役滿是四暗刻，於清澄高中擔任大將。
在迷路狀態时，会无意识散發出屬於強者的氣場，曾分别在县大賽會場和全國大賽會場中震懾了龙门渕高中和外傳主角群。
最初登場是穿短裙。在全國大賽抽籤日因為睡迷糊了錯穿了染谷的裙子去會場之後，就一直穿及膝長裙登場。
在全國大賽的二回戰中，把前半戰以及後半戰看成點數只有25000點的半莊，並且再次打出連續兩次的正負零成績，即使如此還是能贏得頭名並晉級半決賽，由此可見咲強大的實力。事後被排名第二的姬松高中的末原察覺，而此舉動也讓末原深感不甘心。
動畫版
在動畫版縣預賽個人戰中，原本認為自己還是1年生，先讓只剩最後1次機會前輩打進全國比較好，而在預選中獲24名，本選中到第4場為止都是打正負零麻雀。但被原村和發現而受到怪責後，以驚人的速度追上分數，最後以1分及6分之差壓倒竹井久和南浦數繪，獲得第3名進入全國大賽個人戰。
能力
嶺上開花 - 每次開槓必能做出含嶺上開花的和牌(除了搶槓時無效)。
完賽正負零得點 - 被動技能，每一次的賽局，自己的分數會呈現不扣不加的狀態；在面對比自己還要強大的對手以及故事前期未改善打牌態度時會出現此技能。
裸足 - 脫掉襪子和鞋子之後，會大幅提升牌技和牌運直達怪物（魔物）等級。
原村和（配音：小清水亞美（日本），龍顯蕙（台湾）/ 演員：浅川梨奈（SUPER☆GiRLS））
1年級生，巨乳。生日是10月4日，天秤座。具有全國初中生麻雀大賽個人戰冠軍經驗的實力派。不依靠運氣的完全理論派打法。也不相信有如咲等人那樣不可思議的超自然能力，認為不過是巧合所造成；曾說若是連續和牌10次以上，她才會考慮別的理由。對比賽認真，討厭對手手下留情。雖然父親寄望她能去東京升學而反對其打麻雀，但為了繼續留在這結識到朋友的小鎮，與父親約好在高中生麻雀大會中要是取得冠軍的話就可以留下來。在全國賽半決賽後與父母的聚餐中，母親否定了父親的看法，並且支持她繼續做喜歡的麻將活動。常用作抱枕的愛特賓是有點少女興趣傾向的企鵝布偶。
跟優希是從中學起就是朋友。小学时曾经在奈良县的阿知贺女子学院就读过而与稳乃和憧认识。
抱著愛特賓來打麻雀，會令和有一種在家中的電腦打網路麻雀的感覺，增加集中力及減少不必要的錯誤。當集中力到達最高點時，臉色就會通紅，出現好像用腦過度發燒的情況一樣，就會變成網絡麻雀中傳說的強者「和仔」。於清澄高中擔任副將。
非常怕黑及打雷，雖然常說不相信任何超自然現象，但其實對於鬼怪類的事物相當沒抵抗力。第一次見到薄墨初美時，對她戴的面具感到懼怕。
動畫版
在動畫版縣預賽個人戰中，獲得第2名進入全國大賽個人戰。
能力
愛特賓的祝福 - 只要身上抱著愛特賓企鵝布偶，就能藉此進入「和仔」狀態。
「和仔」狀態 - 此狀態會增加打牌集中力及減少失誤，當此能力發揮到極致時，臉色會異常通紅，並呈現毫無緊張的狀態（即便自己出衝被對手和大牌時也是如此）。
片岡優希（配音：釘宮理惠（日本），郭馨雅（台湾）/ 演員：廣田愛佳（私立惠比壽中學））
1年級生。性格無憂無慮而天然呆。生日是9月16日，處女座。最喜歡的食物是墨西哥卷餅，就讀清澄高中的原因是清澄的學生餐廳有賣墨西哥卷餅。墨西哥卷餅（タコス）之外，一吃了章魚燒（タコ焼）之類名字中有「章魚（タコ）」讀音開頭的食物就能提起精神。說話中會帶有和之類的語尾。制服的設計跟其他的角色不同。捉弄京太郎的描寫特別多。
打法屬速攻型，東風圈（比賽的前半）時強勢而越到後半場就越轉弱勢的類型，簡單來說就是沒恆心的類型（三分鐘熱度），完全不懂計算分數的差距，於清澄高中擔任先鋒。
在東風圈時通常以立直進攻。在訓練後開始使用鳴牌速攻，使胡牌的速度增快。運氣和速度在全國賽決賽上達到了巔峰，並和出了兩次天和。
單行本的封皮内侧有以她為主角在平行世界的冒險故事。
能力
墨西哥捲餅（タコス）之力 - 吃了墨西哥捲餅之後會提升精神力和打牌技術，吃的越多則能力維持的越久。
東風圈的優勢 - 處於東風圈的時候打牌技術和運氣會異常厲害。
染谷真子（配音：白石涼子（日本），龍顯蕙（台湾）/ 演員：山田杏奈）
2年級生。麻雀部次期主將。生日是5月5日，金牛座。說中國方言的眼鏡娘。家是一間名叫「屋頂（Roof-top）」的麻將館，讓女子員工穿著女僕服來代打作為賣點的『女僕麻雀』。
習慣到決勝時刻就除下眼鏡。除下眼鏡讓視線變得模糊不清時，就可從記憶中抽取與現在桌上相似的映像来判断局势。擅長做一色牌，於清澄高中擔任次鋒。
能力
麻將桌上的記憶 - 藉由摘下眼鏡從記憶中抽取與現在桌上相似的映像来判断當前賽程局势。
竹井久（配音：伊藤靜（日本），劉凱寧（台湾） / 演員：古畑星夏）
3年級生。學生議會會長兼麻雀部部長。生日是11月13日，天蠍座。以大會冠軍為目標而燃起了沉著的鬥志。初中3年級時以「上埜久」的名字參加過全國初中生麻雀大會，而後因家庭變故改姓竹井。得到所有部員的完全信任。
遇到重要的牌面時會傾向較難湊成胡的單吊或卡窿，不知為何總是有那樣做就能勝出的不可思議的能力。因此雖然被和責怪「特地用不利於自己的方式來聽牌，實在搞不懂」，於清澄高中擔任中堅。
能力
地獄單騎 - 會捨棄掉多面聽以上的牌型轉為獨聽狀態，此狀態會使和牌率提升，原因不明。
低概率和牌 - 被動技能，會不由自主選擇比較難和的牌去聽牌，此被動技能曾被原村和批評。
這種低概率成功的運，除了自身打牌可發動，全國大賽也曾試著和片岡優希組合發動，結果成功。
須賀京太郎（配音：福山潤（日本），黃天佑（台湾））
1年級生。咲的青梅竹馬兼同學。麻雀部中的唯一男成員，邀咲進麻雀部的人。仍在學習麻雀中。被優希當作戲弄對象。
內木一太（配音：白石稔）
3年級生，學生議會副會長，在清澄打進全國後組織學生和家長們組成的後援會為清澄加油，可能是蘿莉控，在拍攝加油採訪影片時只照到真帆而切掉裕子的頭。
寺平彩乃
3年級生，學生議會會計，和副會長一起組織後援會。
紫芝菜月
2年級生，學生議會書記，和副會長一起組織後援會。

### 龍門淵高中
去年打敗了風越女子高中，得到縣預賽第一名，晉級全國大賽。
天江衣（配音：福原香織（日本动画配音），劉凱寧（台湾） / 演員：菊地麻衣）
2年級生。生日是9月6日，處女座。雖然外表和性格都很像小孩，但在需要展現實力的時候會表現出充滿自信的態度與壓迫感來壓倒對手。又很會說挖苦的話，但其實本性率直。雖然看起來是跟外行人一樣的打法，但在去年的縣區比賽中勝出，又曾在友誼賽讓藤田雀士獲敗的新人。有「滿月之衣」之稱號。
常被人當作小孩來看待，而她也討厭這樣，因此對「小女孩」這個詞反應過剩。跟龍門淵透華是表姊妹關係。喜歡玩弄所有對局的對手。受到父親的影響，說話的時候多用比較古老難懂的單詞。是藤田雀士所說去年「被牌所眷顧的女孩」中的一人，也是全國魔王级人物的一人。
使用海底撈月及令所有對手出現「地獄一向聽」的能力，接近晚上及月圓時能力最強，擔任龍門淵大將。
能力
海底撈月 - 如果在比賽中精神力達到一定程度，即會在比賽場上和牌和出多次的海底撈月。
滿月 - 如果比賽當初的夜晚出現滿月，則大幅增加對手地獄一向聽的狀態和自身和出海底撈月的次數。
地獄一向聽 - 比賽中後期，對手會多次無法聽牌只能處於差一張牌就能聽牌狀態。
龍門淵透華（配音：茅原實里（日本动画配音），郭馨雅（台湾）/ 演員：永尾瑪利亞）
2年級生。生日是9月10日，處女座。龍門淵高中四天王之一，天江衣的表妹。以「引人注目才有用」為信條的大小姐。理論派（數值化）的打法。視原村和為強勁的競爭對手。在遇到过多强手时會變成「冷面透華」，實力會突然變得非常强，态度也变得很冷淡，但自己並不會察覺，隱藏能力可能是明鏡止水。對於乒乓球一開始排斥，認為是平民遊戲，但在天江依的慫恿下以極快速的方式學會，並且實力提升到無人能敵的狀態。
頭頂中間有呆毛，會因應心情而擺動。興奮的時候，呆毛會直立起來。擔任龍門淵高中副將。
能力
治水 - 在遇到多位麻將高手時，會大幅提升打牌能力直達「魔物」等級，連職業雀士都會慘敗於自身，副作用是自己完全不會察覺。
國廣一（配音：清水愛（日本动画配音），龍顯蕙（台湾）/ 演員：柴田杏花）
2年級生。生日是9月21日，處女座。龍門淵高中四天王之一，透華家的女僕。跟透華不同，不習慣受注目。父親是魔術師但看來難以維持生計。小學生的時候曾在大賽決戰隊中陷入危機時以「魔術」偷換手牌，結果被發現而使得所屬參賽隊伍淘汰出局。從此以後就沒接觸麻雀，但初中3年級時因透華看出她有麻雀的素養而強迫她編入龍門淵中學部。那時候起，當打麻雀的時候雙手就會被鎖上手銬。左邊臉蛋上原本塗著月亮形狀的塗料，但和天江衣打完牌後洗澡時會因看到自己臉上的月亮想到當時打牌情況而感到恐懼，所以後來改成星形標誌的塗料。擔任龍門淵高中中堅。僕娘。
澤村智紀（配音：大橋步夕（日本动画配音），雷碧文（台湾）/ 演員：金子理江）
2年級生。生日是3月10日，雙魚座。龍門淵高中四天王之一。眼鏡娘，手裡常拿著電腦搜尋資料，擔任次鋒。
井上純（配音：甲斐田裕子（日本动画配音），劉凱寧（台湾）/ 演員：小篠惠奈）
2年級生。生日是9月14日，處女座。龍門淵高中四天王之一。個子比一般男性還高，因此天江衣常爬到她的肩膀上，是最常把衣當成小孩的人。以作第一人稱。縣區預賽中隨手吃掉優希帶進去的粟米餅，沒料到因此令優希的幹勁減退。
能夠以直覺觀察對戰對手的手風好壞來做應對，擅長以鳴牌與立直等技巧混淆摸牌順序與造成對手心理壓力來破壞對手胡牌的機會，打的是重視過莊的麻雀，擔任龍門淵先鋒。
能力
手風破壞 - 可藉由碰、吃、槓來破壞對方摸牌手氣。
荻良（配音：小野大輔（日本动画配音），黃天佑（台湾）/ 演員：玉城裕規）
隨時侍候透華的執事，幾乎萬能，裁縫、料理相當拿手，似乎麻將能力也不錯，有來無影去無蹤的能力，對衣似乎很放不下心；並與須賀京太郎有來往，教導對方製作墨西哥捲餅和打麻將指導牌。
杉乃步（配音：永田依子（日本动画配音））
動畫版原創角色（漫畫第49局有髮型相同的女僕客串）。一年級生。團體戰時的後補兼龍門淵家的女僕。一直都是細聲細氣的。冒失娘。

### 風越女子高中
連續稱霸的風越，去年首次被龍門淵打敗，今次大賽試圖再次稱霸。
福路美穗子（配音：堀江由衣（日本动画配音），雷碧文（台湾）/ 演員：加村真美）
3年級生。生日是9月24日，天秤座。風越女子高中的隊長，喜歡做菜家務等雜務，來讓其他的隊員有充足的時間磨練牌技，隊員被教練責罵時會為隊員說好話，得到部員深厚的信賴。親手做的飯盒都可送給決賽對手優希，可見其受人歡迎。家電只能勉強操作，連手機都不懂使用的機器白痴。
擅長利用2家的牌局來壓制要對付的對手，懂得看出對手的舉動來看透手牌和打法以控制牌局。在比賽時刻，如果睜開平時會閉上的雙色瞳右眼，就會發揮比平時更加厲害的水準，還會看到牌局中哪一隻是安全牌，擔任風越女子的先鋒。
曾經被竹井久在國中個人戰時誇獎過眼睛十分漂亮，對此印象深刻。但當時久是用舊姓參賽，而決賽時久未出場，因此當美穗子再次遇見久時，十分高興。
與阿知賀外傳的主角群打過麻將，算是額外的指導。
動畫版
在動畫版縣預賽個人戰中，獲得第1名進入全國大賽個人戰。
能力
異色右眼 - 福路美穗子睜開右眼時會提高打牌能力，並且能高速看過對手所丟出的牌以判定安全牌是哪張牌。
池田華菜（配音：森永理科（日本动画配音），郭馨雅（台湾）/ 演員：武田玲奈）
2年級生。生日是2月22日，雙魚座。校內排名第2位的實力派，在學校的戰績甚好，和風越女子高中的畢業生們打牌(包含久保貴子教練)勝率可達到三成。去年因出銃了倍滿給天江衣，而讓風越敗陣。在這次的大將戰中被天江衣玩弄（故意令華菜剩下0分而不即時打敗），最後因隊長默默的支持及咲的幫助而重拾信心。振作的一刻會發出「喵」叫聲，擔任風越女子大將。
吉留未春（配音：神崎ちろ（日本动画配音），劉凱寧（台湾）/ 演員：吉崎綾）
2年級生，擔任風越女子次鋒。為胸部小而稍微苦惱著，視鶴賀的佳織為雙重意義的敵人。高中一年級時還未戴上眼鏡。默默支持著同年級的華菜。
文堂星夏（配音：又吉愛（日本动画配音），龍顯蕙（台湾）/ 演員：樋口柚子 ）
1年級生。雖然校內排名曾在80人中排第78位，受到隊長的鼓勵而努力，以2個月的時間便將排名提升至第5位，入選為正選隊員的新人，在福路美穗子畢業之後將會成為新的隊長；擁有第一版系列的雀士卡全套卡組，非常喜歡位於第二版系列的小鍛治健夜之雀士卡，擔任風越女子中堅。
深堀純代（配音：齋賀光希（日本动画配音）/ 演員：星名美津紀）
2年級生，體型稍大，相當寡言，擔任風越女子副將。
久保貴子（配音：山田美穗（日本动画配音），劉凱寧（台湾）/ 演員：佐野日向子）
風越女子的舊生、教練。以斯巴達式的嚴厲教法作指導，對於池田華菜有高嚴格要求，和職業雀士藤田靖子有密切來往。

### 鶴賀學園
與清澄高中一樣也是默默無聞的名校。到預賽前1個月麻雀部成員不足，幸好最終剛好足夠5個部員出場。
津山睦月（配音：七澤心（日本动画配音），龍顯蕙（台湾）/ 演員：山地麻里）
2年級生，擔任鶴賀學園先鋒。
在3年級生引退後繼任部長。
妹尾佳織（配音：新谷良子（日本动画配音），雷碧文（台湾）/ 演員：長澤茉里奈）
2年級生。為智美的兒時玩伴。為了湊人數而被智美邀請加入麻雀部，麻雀認知只屬外行人程度，連計符數都不會。
決賽時以初學者不按牌理出牌的技巧，意外破壞了牌局的流動，擔任鶴賀學園次鋒。
擁有強運，會在不知不覺地情況下胡出役滿。
能力
新手的強運 - 本身有極高的強運，容易和出役滿牌組。
蒲原智美（配音：桑谷夏子（日本动画配音），劉凱寧（台湾）/ 演員：大西亞玖璃（X21））
3年級生。鶴賀學園的部長，說話時喜歡用「哇哈哈」作為發語詞，鼻子因為家裡的職業的關係異常靈敏，可以靠味道聞出桃子的所在。和佳織為青梅竹馬的關係，昇上高中才與加治木認識，擔任鶴賀學園中堅。擁有駕駛執照，愛車為福斯T1麵包車，车技很差。
將阿知賀外傳的主角群帶到奶奶家中進行特訓，雖只有一天，但也讓她們收穫頗多。
東橫桃子（配音：齋藤桃子（日本动画配音），郭馨雅（台湾）/ 演員：あの（You'll Melt More!））
1年級生。生日是7月26日，獅子座。加治木由美於一次校內電腦麻雀中欣賞其打法而招攬入隊。
平時存在感薄弱、近乎於零，自稱「存在感值是負數」，有「隱形小桃」之稱。
在打牌時常運用薄弱的存在感使對手失去對其的注意力而過水無法胡牌，擔任鶴賀學園副將。
在購買東西的途中，因為趕路不小心撞到松實玄，被一眼認出為長野縣預賽的選手之一，受玄等人請託而帶領她們到智美的奶奶家中，進行一天的特訓。
能力
氣息隱藏 - 使對手無法看見自己打出的牌和自身目前的牌組狀態，以至於讓對手放炮。
加治木由美（配音：小林優（日本动画配音），龍顯蕙（台湾）/ 演員：岡本夏美 ）
3年級生。生日是12月21日，射手座。由於擅長領導隊伍與嚴肅的外表，常讓大家覺得她是部長的角色。
能夠沉著冷靜地應付牌局，擅長觀察對手的牌氣來分析牌局，並懂得看對手的氣來感覺對手的強弱，擔任鶴賀學園大將。
當初為了尋找桃子，而闖入一年A班，沒想到應該要在教室裡的目標卻找不到，當由美這樣想著時，便不假思索地喊出「我需要妳」，成功地找到桃子。之後這件事也成了有名的「一年A班亂入事件」。
能力
牌氣分析 - 觀察對手打出的牌以及對手的手氣來分析當前牌局。

### 今宮女子高中
縣預賽1回戰和清澄對戰的學校之一。
田中舞（配音：齊藤佑圭（日本动画配音），雷碧文（台湾）\演員：塙さより）
3年級生。在預選預賽E組時被原村和打敗。決勝戰當天和門松葉子在睡眠室偷走原村和的愛特賓，最後知道自己犯錯，向原村和道歉。
門松葉子（配音：三上枝織（日本动画配音），劉凱寧（台湾）\演員：志村玲那）
2年級生。在預選預賽E組時被片岡優希打敗。決勝戰當天和田中舞在睡眠室偷走原村和的愛特賓，最後知道自己犯錯，向原村和道歉。
堂山由香里（演員：木下愛華）
1年級生，在預選預賽E組時擔任次鋒。

### 東福寺高中
縣預賽1回戰和清澄對戰的學校之一。
永森和（配音：藤堂真衣（日本动画配音）\演員：搗宮姬奈）
3年級生，擔任先鋒。
三瀨晶子（演員：平田あいり）
1年級生，擔任次鋒。
河内智世美（演員：市島琳香）
2年級生，擔任副將。

### 千曲東高中
縣預賽1回戰和清澄對戰的學校之一。
土屋由理（配音：清和祐子\演員：日高七海）
2年級生，擔任先鋒。
小川芹香（演員：藤田小繪）
3年級生，擔任次鋒。
大瀧櫻子（演員：星名美雨）
3年級生，擔任中堅。
上柿惠（配音：山川琴美\演員：真嶋優）
1年級生，擔任副將，將勝負寄託給大將去贏，卻遭原村和直擊而大輸。
棟居仁美（演員：岡島楓）
3年級生，千曲東的大將，雖然未獲晉級，但和咲的對戰實力獲得藤田雀士的肯定。

### 平瀧高中
南浦數繪（配音：三瓶由布子（日本动画配音），雷碧文（台湾））
一年級，南浦職業雀士的孫女，僅參加個人戰的高手，想打敗眾多高手來證明自己訓練出來的牌技是可以在全國賽展現。與優希相反，是屬於後半場才發揮實力的類型。
能力
南風局的優勢 - 處於南風圈的時候打牌技術和運氣會異常厲害。

### 高遠原中學
是和與優希、以及福岡新道寺女子的花田煌國中時的母校。
夢乃真帆（配音：德永愛（日本，动画无印）→小岩井小鳥（日本，动画全國篇），雷碧文（台湾））
2年級生，真帆必殺書的主角。有模仿其他人打法的能力，不過還未成熟，因此實力不穩定，被稱為「永遠的初心者」。
室橋裕子（配音：藤堂真衣（日本动画配音））
3年級生，和真帆是青梅竹馬的玩伴，介紹真帆加入麻將社。
加藤美香
3年級生，高遠原中學麻將社員。

## 東京都

### 白糸台高中
西東京代表，連續3年晉級全國大賽。
宮永照（配音：堀江由衣（日本广播剧），中原麻衣（日本动画），郭馨雅（台湾）/ 演員：濱邊美波）
3年級生，咲的姊姊，以前兩人感情很好，但在一次火燒車車禍事件(動畫全國篇第13集的宮永咲車禍記憶片段得知)之後，就不再理會妹妹咲；是去年全國高中生麻雀大賽和今年春季大賽的二連冠。現在仍活躍於西東京地區一帶。
在最初的東一局中不和牌的情況較多。似乎是在最初的一局中，觀察對手的樣子。根據與照對戰過的職業選手所言，是某種更加看穿本質、類似照妖鏡的東西的感覺。
拥有连续和牌的能力，并且越和点数越大。小鍛治雀士曾評，雖然與其他擁有強大火力的選手如天江衣相比，其和牌點數不算高（最高和點18000），但和牌率卻很驚人。藤田雀士所說前年的「被牌所眷顧的人」。
在去年的全國大賽做為大將，而今年全國大賽中擔任先鋒。照做為先鋒，是在今年的高中聯賽的預賽時開始的。在西東京預賽時僅有一次在先鋒戰就將他家打飛時，正是這樣的佈陣。而根據小鍛治雀士的說法，以宮永照坐鎮先鋒的白糸台高中，在照抽到尾莊時就可以說是確保勝利了。
在尾莊的連莊二本場時，被阿知賀的松實玄、千里山的園城寺怜、新道寺的花田煌三人成功地阻止連莊，並結束了先鋒戰。而在最後照的放槍是照在這兩年多裡，正式比賽中放槍過的最多點數（16600）。難得的是，看似冷漠的照，在即將離席時，竟然是三人裡最先發現怜異狀的人，並且開口喊了千里山。
似乎不肯認咲為自己的妹妹，但卻在漫畫的第128話中向大星淡承認了。后來表示是因为不知道要和咲說些什麼話。動畫全國篇第13集最後喊了咲的名字。和咲似乎有四分之一混血。
在「WEEKLY麻雀TODAY」No.232以及No.235號都有刊登關於照的報導。
高中三年唯一的一次失敗是在高一的全國個人賽中敗給當時還是高三的戒能良子。
能力
魔物之鏡 - 以東一局無法和牌為代價，與自己同桌比賽的其他選手實力和戰術策略將會被摸的一清二楚。
凝聚風暴的右手 - 只要和過一次牌，接下來的和牌點數就會越來越高(上限18000)；如果下一局處於無法和牌或是和牌點數少於上一局的狀態，風暴則會消失，而下一次和牌時點數會降回1000點。
怒濤 - 又稱作「爬天梯」，只要和過一次牌，接下來的每一局幾乎都會和牌。
尾莊的壓倒性勝利 - 如果自身是莊家並在尾盤時，將會致逐漸提升和牌率以及和牌點數。
叽叽叽 - 未在動畫中使出來的技能，被大星淡又稱作「那個」，當對手令自身感到棘手時就會無法使用；在漫畫第200集的時候展示此技，稱為「被點燃的九座寶燈」此技能發動限於必须連续八次全是自摸和後，连续第九次自摸和牌的牌型会是九蓮寶燈。
弘世堇（配音：齋賀光希（日本动画配音），雷碧文（台湾））
3年級生，照的隊友。身材高挑。在全國大賽中擔任次鋒。
能力被稱作「迅捷射手（Sharp Shooter）」，有著直擊所瞄準的對手的能力。堇在使用「迅捷射手（Sharp Shooter）」的習慣連身旁最親近的白糸台隊友都沒有發現到，反而是藉由反覆觀看比賽影片的阿知賀監督赤土晴繪有所查覺。
能力
迅捷射手（Sharp Shooter） - 以難和牌的聽牌為代價去發動能力，並直擊所瞄準的對手，只要被瞄準的對手堅持走和牌的路線，那麼不管是鳴牌還是進展手牌都會使被瞄準的對手放銃給自己。能力使用的特徵是自身右手會不自覺的小幅度向後挪動，右手挪動後視線會馬上稍微游離，而這時候被盯上的對手就是堇選定要直擊的對手。。
澀谷堯深（配音：豐口惠）
2年級生。戴著眼鏡。非常喜歡喝茶，比賽中也是茶不離手。在全國大賽中擔任中堅。
能力
收穫之時（Harvest Time） - 在All Last之前每一局打的第一張牌，都會在ALL Last的時候作為配牌回到自己手裡，以此容易形成役滿牌面。
豐收之時（Bumper Harvest Time）- 若自身坐的是尾莊，收穫之時（Harvest Time）將會持續發動在每一次的連莊或流局，甚至連天和都能使出來，但此特技至今都無法施展出來。
亦野誠子（配音：清水香里）
2年級生。在全國大賽中擔任副將，在白糸台高中位居第五名，被譽為「白糸台的第五名等於普通實力縣市的王牌選手」；在全國八強賽前的副將賽為止，還沒有丟失點數超過20000點(在八強副將賽時丟失59400點)。
能力
釣手（Fisherman） - 以必要有三副露才能和牌為代價發動能力，能使對手較容易讓自己鳴牌，並在三副露後的五巡之內會和牌(多數是在一巡就可以和牌)。
筋字丟棄 - 棄和時只會打出筋牌和字牌。
大星淡（配音：齋藤千和）
1年級生，巨乳。在全國大賽中擔任大將。
會令對手的配牌很差，擅長以雙立直，然後暗槓，能令槓出來的牌成為裡寶牌，從而達成雙立直+4裡寶牌的6翻。
宇野澤栞
2年級生，巨乳。在全國大賽中擔任先鋒。
與瑞原早璃同隊。在當時還是一年級生的宮永照的指導下，他提高了側轉的揭示率，並在比賽中表現出色，成為連續兩年獲得冠軍的隊伍的一員。

### 臨海女子高中
東東京代表，連續十六年代表東東京出場，以國際學生眾多而聞名，由於今年先鋒規定不可以是留學生，才有了一名日本隊員出場，今年全國大賽的二號種子隊，被分在四區（原作漫畫第六十六局的抽籤結果右下角）。
有校服，但無嚴格規定著裝要求，可自由穿著。留學生全員住校。
辻垣內智葉（配音：日笠陽子）
3年級生，隊上唯一的日本籍選手，去年全國個人戰第三名。在全國大賽中擔任先鋒。
Megan Davin（配音：小見川千明）
3年級生，從美國來的留學生。在全國大賽中擔任副將。
擁有的能力稱為「決斗」，能在自己聽牌時得悉其他對手的聽牌狀態，同時能令聽牌中的一位對手摸到自己要胡的非有效牌而令其放炮給自己。
非常喜歡日本拉麵。
郝慧宇
1年級生，香港人，在仁川的亞洲大會上得到銀牌。在全國大賽中擔任次鋒。
Nelly Virsaladze
1年級生，格魯吉亞人，在世界青少年大賽裡活躍的選手，在全國大賽中擔任大將。
似乎相當需要錢。
雀明華
2年級生，法國人，在全國大賽中擔任中堅。
因為風牌（場風牌／自風牌）聚集在手中的機率非常高，在歐洲選手權賽裡被稱為風神的世界級選手。
可以藉由唱歌增加自己的牌運。
Alexandra Windheim
臨海女子高中的監督。

## 大阪府

### 姬松高中
南大阪代表，有名的名門高中，春季大會第五名。原本是種子校，但去年全國大賽因永水女子的緣故被除名。
愛宕洋榎（配音：松田颯水）
姬松高中3年級生，主將，以優等生的身分入學，擔任中堅的位置。對局時話很多，其實不只是嘴巴厲害，實力也是全國有名。
與千里山女子高中的船久保浩子為表姐妹關係。
欠千里山的江口夕30元。
上重漫（配音：伊達朱里紗）
姬松高中2年級生，去年是副將，在今年比賽中改擔任先鋒的位置。有著對手越強越會發揮潛力的爆發力，深受恭子的賞識。
當爆發時，就會偏向7,8,9的聽牌。
能力
潛力爆發 - 會大幅提升牌運和打牌技術，此能力展現出來的必要條件是對手要相當強悍才有機率觸發，但機率頗低。
末原恭子（配音：壽美菜子）
姬松高中3年級生，隊上的軍師，擔任大將，有著即使是弱小的對手也會考慮失敗的可能性的細心個性，「正因為如此才強」被洋榎信賴著。
自稱自己只是「凡人」，努力運籌帷幄，把握所有天時地利人和以抗衡全國的「魔物」，可以從宮永咲的反應判斷其他兩校對手的實力。
對於小漫評價很高但又很嚴格，本人稱此為「愛之鞭」。
發覺到了宮永咲，在賽事中打了正負0的成績依然得到第一名的強大實力而有所不甘，目前正受到代理監督赤阪郁乃的特訓。
能力
超速攻 - 在賽局開始幾場，會以近乎最短巡目和牌，達到先發制人的效果。
愛宕絹惠（配音：中津真莉子）
姬松高中2年級生，比賽擔任副將的位置，主將洋榎的妹妹，中學時擔任足球隊的守門員，因此看到有類似球形物體的東西都會特別想踢(例如:原村和的艾托企鵝抱枕)；憧憬著姊姊愛宕洋榎進而考進姬松高中並轉為麻將部。
與千里山女子高中的船久保浩子為表姐妹關係。
真瀨由子（配音：佳村遙）
姬松高中3年級生，擔任次鋒的位置。
赤阪郁乃（配音：野田順子）
姬松高中的代理教練，被久保貴子（風越的監督）稱為麻煩的人物。藤田雀士以及久保貴子似乎對她避而遠之。
善野一美
原本姬松高中的教練，因病而停職，是末原所崇拜的人。

### 千里山女子高中
北大阪代表，關西最強的高中，過去參賽35次全國大賽，連續11年稱霸北大阪。去年全國聯賽排名第四名，而今年憑藉春季大賽成績升到全國排名第二。全國大賽的第四種子隊。
園城寺怜（配音：小倉唯/演員：咲良菜緒（虎魚組））
三年級生，擔任先鋒，是千里山女子高中的Ace。自小身體虛弱。有預見一巡之後的能力，但是如果依照自己看到的情況做出反應，改變自己的行動，二巡左右之後就變得看不見了。根據怜本人的說法，「被病魔打倒后徘徊在生死線上，回來以後就能看到了，一巡之後」。
在未得到遇見一巡能力之前為三軍（給後備軍做後備）。
怜在處於門清聽牌的狀態時很少立直，但是偶爾進行立直的時候，往往都會一發自摸。
在與宮永照的對決中，為了阻止照在尾莊的連莊，把原先只能看到一巡的能力，加強至看到三巡，看到了阻止照的方法。接著與新道寺的花田煌、阿知賀的松實玄成功地阻止了照的連莊並結束先鋒戰。之後因為能力使用過度，讓原本已經十分虛弱的身體變得更加虛弱，而就在場中的另外三人發現自己的異狀時，還逞強地說自己是在裝病，但話還未說完，就連同椅子直接倒在地上，後來在千里山的夥伴們的陪伴下送上了救護車。
能力
一巡之後 - 發動技能時，怜會進入深綠色的異空間，並在每一輪賽局的其中一巡被自身預知到，如果自行改變那一巡的原出牌走勢，那麼會無法維持此能力。
一巡之後雙重(Double)效果 - 二巡之後!! - 發動技能時，怜會進入破碎的深綠色異空間，並在當前賽局的其中二巡會被怜預知到，副作用是對自身精神力重挫；怜在還沒習慣使用「一巡之後」時，曾使用此技一次，在使用完之後就馬上暈倒。
一巡之後三重(Triple)效果 - 三巡之後!!!  - 發動技能時，怜會打破深綠色的異空間來到未知空間，並在當前賽局的其中三巡會被怜預知到，副作用是賽後會立刻暈倒，昏迷多時。
閃電立直 - 怜在立直之後會出現閃電效果，並提高自摸率和得到一發的役牌率。
轉向奇異點 - 怜如果轉為特殊的聽牌牌組時，聽牌後的一巡之內會有極大機率能夠和牌。
詭異鳴牌 - 怜做出令人無法理解的鳴牌時，就會破壞別人的自摸和牌。
清水谷龍華（配音：石原夏織）
三年級生，擔任大將，千里山女子高中麻將部的現任部長。個性開朗活潑。理論派。總是照顧著病弱的園城寺怜，會不論時間地點地讓怜枕膝休息，令怜恢復精神。
而怜在膝上休息是因為給龍華預知未來之力。
江口夕（配音：能登有沙/演員：水春（櫻花蝦））
三年級生，擔任中堅。去年出任Ace，今年將位置讓給能力覺醒的園城寺怜。打扮十分男性化，討厭穿裙子。因為以特招生身份入學，平時被允許自由穿著，但是比賽時必須穿上制服才能出場，不然會被同隊的船久保浩子訓話；特別喜歡同樣是出賽中堅的新子憧並表示還想繼續跟她打牌。
二条泉（配音：松永真穗）
一年級生，擔任次鋒。穿著無袖的制服。雖然是低年級生，卻被前輩評價了「很有領導的風範」。
國中時，曾和原村和對決過。
船久保浩子（配音：manami→三澤紗千香（阿知贺篇动画13话开始））
二年級生，擔任副將。做為千里山參謀的角色，擅長靠編寫程式分析對手的牌譜來獲得情報。綽號為「船Q」。
在和牌時會露出詭異的笑容；在思考對策時，腦海會呈現去掀對手的裙子的奇異畫面。
與姬松高中的爱宕洋榎、爱宕绢惠為表姐妹關係，也是千里山麻將部教練愛宕雅枝的姪女。
愛宕雅枝（配音：久川綾）
千里山的麻將部教練也是職業雀士。是姬松高中的愛宕洋榎與絹惠的母親，船久保浩子的叔母。

### 三箇牧高中
雖然有全國第2的個人戰選手，但團體戰綜合實力的差距在北大阪區的預賽輸給了千里山而未能打進全國。
荒川憩（配音：三宅麻理惠）
二年級生，去年全國個人賽第二名，僅次於宮永照，由於所處的隊伍弱小，在團體賽縣預賽中輸給關西最強的千里山女子高中，僅能以個人名義打入全國個人賽。第二次接受玄等人的請託時，見面時穿著護士服，不知原因為何。曾經對阿知賀外傳的主角群高鴨穩乃等人說過，「白糸台的宮永照不是人類」，意指宮永照強的不像人類。

## 奈良縣

### 阿知賀女子學院
外傳作品『咲-Saki- 阿知賀篇』的以奈良縣為舞台的學校，本傳中為奈良縣代表，是中學高中一貫直升的學校，原村和曾就讀該校中學部，主要由原村和的舊友為了能在全國與原村和再度相遇所號召起來的麻將社團。於全國大賽準決賽中以黑馬之姿逆轉擊敗白糸台高中，並晉級全國大賽決賽。
全員都沒有參加個人戰。
高鴨穩乃（配音：悠木碧）
外傳中的主角，個性十分活潑。和小憧帶著剛轉學來的小和參加「阿知賀兒童麻將教室」，但在升上中學後，因為麻將教室的解散，及小憧就讀他校和小和的轉學慢慢疏離了麻將，在電視上看見小和得到了全國中學麻將個人賽冠軍感到衝擊後，為了與漸漸疏遠的小學時候的摯友－小和再次對戰，在阿知賀女子學院跟小憧她們一起以全國大賽為目標而努力。一年生。穿著一件運動外套，運動外套裡面什麼都沒穿。在全國大賽會場中，恰巧遇見了宮永咲（結合正篇來看此時的咲似乎正處迷路的途中），為她所散發出來的氣場而感到吃驚。
在比賽中擔任大將，能将牌局带至开局骰子点数对应的牌山角位使其他对手无法和牌，并在相应位置和牌。
新子憧（配音：東山奈央）
從小學時候就是穩乃的摯友，年少時長得像優希。為了繼續打麻將，升學時報考了縣內最強的阿太中學，也因而與穩乃及小和疏遠，但在聽聞小和在麻將界的活躍表現之後，便決定高中報考阿知賀，跟穩乃一起以全國大賽為目標而努力。一年生。有一名姐姐（新子望），和晴繪是朋友。被三尋木雀士評為裡面打得最好的，只可惜因為三個高年級生比較特別，相比之下有點被埋沒的感覺。在比賽中，擔任中堅。
由于角色着装和用语表现的比较色气，被网友认为会援交的对象，在自2012年2ch网友评选的“看起来会去援交的2次元女性角色”中选为第一位，在2013年评选开始记录角色声优后，至2014年的评选甚至还祸及对应声优所饰演的其他角色。
松實玄（配音：花澤香菜）
曾在「阿知賀兒童麻將教室」裡具有No.1實力的初中生。家裡經營旅館。擁有著把全部的寶牌據為己有的令人驚異的才能，但無法將寶牌打出。這樣狹窄的牌路也成了玄的弱點，同时也不容易和牌。曾因為過世母親說過「玄要更珍視寶牌一點喔」，當摸到寶牌時總會想到這句話，所以比起手役更加重視寶牌，也因此在不知不覺中寶牌總會聚集到玄的手中。寶牌起源是由英文的DRAGON而來，因此受到寶牌眷顧的人被譽為「受到多條龍所眷顧之人」，也因此玄可被稱做“DRAGON LORD”。
在俱樂部解散後仍持續清掃麻將教室等待眾人歸來，跟穩乃她們一起以全國大賽為目標而努力。二年生。在全國大賽會場中，恰巧遇見了宮永咲（結合正篇來看此時的咲似乎正處迷路的途中）。或許是有著天生的特別才能的關係，所以與晴繪最先感應到咲所發散出來的氣場，為咲所散發出來的氣場而感到震懾。
在全國八強賽對上宮永照當作尾莊的比賽中，為了和牌，而選擇主動與寶牌離別，而將寶牌打了出去。之後在千里山的園城寺怜以及新道寺的花田煌的協力下，讓宮永照打出了玄的和了牌，成功地阻止照的連莊並且和牌。在這場比賽中，玄從等待的一方，變成了主動離別並且往前邁進的一方，可以說是進步非常多，而玄也誓言就算寶牌不會再回來了，她也會一直等待下去。
玄在這場先鋒戰中，成了這兩年多裡照放槍過最多點數（16600）的人。
在比賽中，擔任先鋒。
能力
聚集龍群的王之手 - 被動能力，每一局幾乎都能摸到所有的寶牌。
驅逐龍群的王之手 - 被動能力，只要其中一個賽局把寶牌打出，那接下來的每一場牌局，寶牌都不會來到自己手上，但可以藉由多打麻將來讓龍群(寶牌)回到自己手上，要打多少局數目前未知但局數會是固定的。
呼喚龍神的王之手 - 將上面兩個能力合而為一，可摸到多張寶牌，也可將寶牌丟出讓對方放銃給自己和牌，寶牌依然可在下一局再次摸到。(目前僅限於漫畫全國決賽使出。)
松實宥（配音：MAKO）
松實玄的姊姊。家裡經營旅館。有著容易集中紅色的牌的才能。因為打牌的時候總是想著暖暖的牌快來，所以容易將有著紅色顏色的牌聚集到手上。非常的怕冷，即使是夏天也要穿著棉襖窩在暖爐桌裡，出門時也會帶上口罩、眼鏡和圍巾，也因為這種裝扮一度在學校成為話題。看見小玄過去常去的兒童麻將俱樂部，也非常的想參加，但是當發覺時已經是初中生了，也因為這個關係而不太敢去，因此錯過參加兒童麻將教室的時期而變得十分羨慕小玄等人。透過松實玄的介紹加入麻將社。三年生。據玄所說，宥實力與玄相當。
在比賽中，擔任次鋒。
能力
暖暖的牌都來到我手裡吧～ - 每一次賽局會經常摸到萬字牌和紅中牌。
暖風乍起 - 此特技可以讓宥摸的牌有很大機率會戴有紅色標記(例如1、5、7、9條或是1、3、5、6、7、9筒。)
鷺森灼（配音：內山夕實/演員：中山莉子（私立惠比壽中學））
赤土晴繪的粉絲，家中經營保齡球館。從小就能跟大人一起打麻將，自從晴繪離開後就不再打麻將，但當聽到晴繪成為職業雀士努力後，又重新麻將產生興趣，成為麻將社的第5人。二年生。玄的同班同學。打麻將時習慣在右手戴上保齡球手套。
身上的領帶是晴繪在當時輸掉高中聯賽時給予的，為此鷺森灼曾向晴繪表示不論如何都不會把領帶拿下來，直到打到決賽(晴繪之前帶領阿知賀學園在準決賽時失利而未進入決賽)。
在比賽中，擔任副將，所和牌式与保龄球的特别残瓶模式相关，由于对晴繪的憧憬，牌风也带有晴繪的古典风格。
能力
圍繞筒子 - 鷺森灼處於聽牌時，以和筒子牌為主。
Greek Church - 鷺森灼的聽牌模式，相對於保齡球中的Greek Church，殘瓶是 4–6–7–8–10 或 4–6–7–9–10。但麻將沒有 10 餅，所以鷺森灼會聽4、6、7、8(9)餅為主。
赤土晴繪的炎上精神 - 由於對赤土晴繪的憧憬，牌風會帶有赤土晴繪的古風，被船久保浩子稱作「舊時代」。
赤土晴繪（配音：進藤尚美）
阿知賀的教練，在穩乃她們小學時代，在阿知賀成立了「阿知賀兒童麻將教室」。曾經身為阿知賀女子學院的王牌，帶領阿知賀打進全國，卻在準決賽中輸給了小鍛治而留下嚴重的心理創傷無法在拾起麻將，成為阿知賀唯一一次打進全國的歷史。大學時代透過成立兒童麻將教室來復建對麻將的恐懼，後來雖能繼續打麻將，但是只要在決賽等場面就會再次想起過去在決賽中輸給小鍛治的心理創傷，而變得無法發揮原本的實力。後來經熊倉敏挖角進入福岡的實業團，但在數年後隊伍解散又重新回到阿知賀擔任麻將社的教練。在全國大賽會場中，恰巧遇見了宮永咲（結合正篇來看此時的咲似乎正處迷路的途中）。與玄最先感應到咲所散發出來的氣場，為咲所散發出來的氣場而感到震懾。
雖然在10年前高中的全國大賽裡輸給了小鍛治而留下心理創傷。但是就在連自己都沒想到的情況下，與另外兩位選手(瑞原早里與野依理沙)配合，並且成功地和了小鍛治的牌，成了唯一一個讓小鍛治受到了跳滿以上的打擊的人。

### 晩成高中
奈良縣首屈一指的麻將強校，40年來只有被赤土晴绘率領的阿知賀所打斷過全國參賽權，原本是憧預定要考進的學校，入學成績需偏差值70分以上。
岡橋初瀨（配音：津田美波/演員：工藤美櫻）
一年級生，和憧同樣是阿太峯中學麻將社的同學，原本和憧差不多的實力程度卻在晚成連候補選手都當不上，只能做啦啦隊，對憧未能一起去晚成無法諒解，但在阿知賀打敗晚成取得全國參賽權後，認同了憧的努力而為她聲援著。
車井百花（演員：岡崎百百子）
一年級生，和初瀨一起做晚成高中麻將社啦啦隊的夥伴。
小走八重（配音：今野宏美/演員：天木純）
三年級生，在縣預賽時擔任晚成的先鋒，在超商看到穩乃手上打麻將的繭而知道阿知賀的努力，但仍認為臨陣磨槍的阿知賀不足為懼。自稱從小學生時手上就不長繭了，在團體戰敗退後於個人賽裡取得奈良縣的第一名出戰全國。
丸瀨紀子（演員：其原有沙）
三年級生，擔任次鋒。
木村日菜
三年級生，擔任中堅，眼鏡角色。
上田良子（演員：北村優衣）
三年級生，擔任副將。
巽由華（演員：川津明日香）
二年級生，擔任大將。

### 阿知賀兒童麻將教室
义鸠樱子（配音：大龜明日香）
吉野山小學6年級生，表情豐富的元氣少女。
志崎綾（配音：巽悠衣子）
阿知賀女子中學1年級生，除了小憧她們外是麻將教室年紀最大的。
山谷雛（配音：高本惠）
吉野山小學5年級生。
桐田凛（配音：高森奈津美）
吉野山小學6年級生。
辰巳春菜
吉野山小學6年級生，一直戴著帽子。
佐佐岡良子
阿太峯中學1年級生，總是綁著髮帶的造型。
米田未來
吉野山小學5年級生，後面綁著丸子髮型。

## 鹿兒島縣

### 永水女子高中
鹿兒島代表，全國大賽第三種子，從上屆開始連續打進全國，全體隊員都穿著巫女服。
神代小蒔（配音：早見沙織）
2年級生，擔任先鋒。巫女世家中本家的公主。有九個神明寄宿在身上，進入沉睡狀態時其中一個神明會替自己打牌。藤田雀士所說去年「被牌所眷顧的女孩」中的一人。能夠在睡覺的時候爆發出強大戰力，一旦醒來麻將水平會大幅度降低。而根據霞所言，醒來後就只是個很普通而且很努力的孩子而已。特長是清一色的牌型。
被稱為率領仙女的“霧島神境的公主”。
能力
沉睡後的神之力 - 進入睡眠狀態時打牌會提升能力(依據哪位神明附身，就會提升多少)，但在醒來後實力會降回原本的樣子。
薄墨初美（配音：辻步美）
3年級生。擔任副將，嬌小可愛，時常穿著吊嘎因此身上有曬痕；身邊會攜帶一個用竹做的鬼頭面具，出場時會將其戴上並會自帶藍色火焰，讓原村和驚訝不已；在北家時和牌率較高。
在全國大賽二回戰中，遇上了有著「防塞」能力的臼澤塞，因為塞的能力的關係遲遲無法和牌，甚至到了不惜放炮给莊家也要連坐北家的地步。最後在塞放開防守時，終於自摸四喜役滿，成了副將戰得點最高的一位。
能力
風雲變色的北家 - 坐於北家時，身邊的鬼頭面具雙眼會散發出紅色激光、自身的後面會出現鬼門，此時打牌技術和牌運會大幅提升。
鬼門開 - 在北家若同時有東風牌、北風牌（表鬼門）兩副露時會展現此技，此時手牌會容易聚集西風牌、南風牌（裏鬼門），變成四喜和聽牌的狀態。
狩宿巴（配音：赤崎千夏）
3年級生，擔任次鋒，綁著馬尾、戴著眼鏡為其特徵。
石戶霞（配音：大原沙耶香）
3年級生，擔任大將。是分家中血緣與小蒔最接近的。擅長防守，但是進攻時也非常厲害，可以說是永水女子高中中最麻煩的一個。有著不像高中生的成熟外表。本作第一巨乳，胸部比原村和大。
能力
天倪請神 - 在打牌遇到強大的對手時，作為天倪的自己可以請神（但基於分家口述，應該是小神或是惡魔）下凡，此時氣場會帶有白色旋風，並大幅強化自己的牌運和牌技和帶出絕一門和清一色。
絕一門與清一色 - 在使出「天倪請神」後，會在其他三家對手的手牌上做出絕一門的狀態，並讓自己的手牌呈現清一色的聽牌狀態。
瀧見春（配音：水橋香織）
1年級生，擔任中堅，總是在吃喜界島的黑糖。平常總是面無表情的樣子，只有在說到黑糖以及鬼界有關的話題時才會顯露笑容。
能力
小牌流失 - 當對手處於聽牌狀態時，會快速和牌來讓對手無法和牌，但用此技時，和的牌點數都很小。
石戶明星
中學部三年級，六仙女之一。
十曾湧
中學部三年級，六仙女之一。

### 九州赤山高中
由於團體賽輸給永水未能打進全國，但仍有藤原利仙打進全國的個人賽。
藤原利仙（配音：千葉千惠巳）
三年級生，在團體賽中擔任先鋒，卻遭小蒔完封而落敗。被荒川憩號召來協助阿知賀特訓。

## 岩手縣

### 宮守女子高中
岩手縣代表，首次打入全國便擊敗擁有去年個人戰第6名的沖繩縣代表隊，突破到全國第2回戰與清澄對戰，原本是只有3人的麻將社團，在教練熊倉接管下帶來豐音，與白望的同班同學Aislinn的加入後得以參賽。
2回戰後至個人賽前與永水女子一同玩水。
小瀨川白望（配音：長妻樹里）
宮守女子的先鋒，3年級生。
性格极其没干劲，并且怕麻烦，但也会有认真的时候，只是之后会变的更没干劲。擅长做大牌，以纠结闻名，与其说一做大牌就会变纠结，不如说纠结了才有做大牌的牌运。这一特性引用了日本“迷途之家”的传说来说明。
口头禅有“等我考虑一下”和“好累”。
似乎不會對去海邊玩水感到麻煩。
是全隊第一個人能看得懂愛絲琳的圖畫內容。
能力
迷途之家 - 每一次的糾結後必能做出大牌，契機是苦惱的表情或口頭禪:“等我考虑一下”。
姉帶豊音（配音：內田真禮）
3年級生，擔任宮守女子高中的大將，興趣是看電視，自身的高超打牌技術也是看電視學來的。
身高197cm，身材相當高大，遠超龍門淵的井上純，但個性相當稚嫩，非常愛哭(大多數是喜極而泣)，而且對於天氣的變化會感到開心。
很喜歡向別人要簽名，尤其是強大的對手。
家鄉外號“背後的豐音”，是宮守女子高中最厲害的選手。
賽後向其他三位大將以及原村和、神代小蒔要簽名並在賽後和自己的隊伍與永水女子高中全體參賽選手一起去海邊遊玩。
能力
追立直 - 在對手立直後再立直，必能將立直的對手丟出可以讓自己和的牌。
必一發 - 開啟追立直技能後和牌，必能得到“一發”的役牌。
裸單騎 - 打出四副露後牌面會剩下一張牌，此時將會大幅提升自摸能力。
六曜 - 分為「友引」、「先勝」、「先負」、「大安」、「佛滅」、「赤口」，會根據牌面和戰況來顯示出不同的六曜能力，例如「裸單騎」時會展現「友引」的能力、「追立直」時會展現「先負」的能力、在和宮守女子高中的其他隊員第一次打牌時則展現了「赤口」的能力。
鹿倉胡桃（配音：豐田萌繪）
3年級生，擔任中堅，身高只有130cm十分矮小，性格卻十分強氣，會對話嘮和自己認為奇怪的人毒舌，例如姬松高中的愛宕洋榎。
愛絲琳·維休亞特（配音：水野麻梨子）
紐西蘭的留學生，3年級擔任次鋒，不太會說日文，所以隨時帶著畫板以简单的漫画來溝通，两只耳朵上都夹着画笔。和牌率為全國第一，是這支隊伍最晚學會麻將的選手。
能力
腦海繪畫本 - 能把自己理想中的牌譜描繪在牌桌上，但遇到不按牌理出牌的對手，此招會反噬自己，處於困惑狀態。
臼澤塞（配音：佐藤利奈）
3年級生，擔任副將。有著「防塞」的能力，在副將戰以其能力克制住永水的薄墨初美，但因為原村和的關係，讓薄墨有機會能處於鬼門的狀態，於是塞決定讓和放炮給薄墨，選擇不再防守住薄墨。最後以點和的方式結束副將戰。
能力
塞之封鎖 - 又稱「防塞」、「塞住對方」，選擇一名對手，讓其喪失能力及無法和牌，使用能力後會變得非常疲勞且回復時要相當久的時間，故無法施展多次。
熊倉敏（配音：茂呂田薰）
宮守女子的顧問，以前曾是福岡職業隊的教練。實力很強，雖然是與還是身為學生的白望等人對弈麻將，但卻擁有著將全數人全部打飛的強大實力。
配戴一單片眼鏡，有著像魔力偵測器般的作用，副將戰時借給塞使用。大將戰時被咲散發的壓力震碎。

## 北海道

### 有珠山高中
南北海道代表，和清澄一樣為打入準決賽的初出場學校，被瑞原職業雀士稱為最不想與其交手的隊伍。
本內成香（配音：伊藤加奈惠）
二年級生，擔任先鋒。
檜森誓子
三年級生，擔任次鋒。
岩館搖杏
二年級生，擔任中堅。
獅子原爽
三年級生。担任大将。
小時候曾經失蹤，平安回來時只說「被幫助了」，此後無論捲入何種事故都安然無恙。
能使用神威和彩雲增加牌運或妨礙對手的牌運，也会呼喚出「蛇神」和「海神」的力量。
在準決賽展現強大的實力，但神威在使用後必須要回到北海道補充。
真屋由暉子
一年級生，個子嬌小卻擁有巨乳的美少女。担任副将
每天都只有一局使用左手，而且使用左手的牌局都必定和了滿貫以上的役種。

## 埼玉縣

### 越谷女子高中
埼玉縣代表，在全國第2回戰與阿知賀、千里山、劔谷對戰，過去4次總是在初戰就敗退，今年首次打入2回戰。
新井蘇菲亞（配音：中島愛）
三年級生，擔任先鋒。
淺見花子（配音：本多真梨子）
三年級生，擔任次鋒。
水村史織（配音：山口理惠）
一年級生，擔任中堅。
宇津木玉子（配音：真堂圭）
三年級生，擔任副將。
八木原景子（配音：高本惠）
二年級生，擔任大將。

## 兵庫縣

### 劔谷高中
兵庫縣代表，在全國第2回戰與阿知賀、千里山、越谷對戰，除了麻將也兼學習茶道的社團，在去年秋季的近畿大會上也與千里山對戰過。
椿野美幸（配音：廣田詩夢）
三年級生，擔任先鋒，與新井Sophia一同採取速攻戰略對抗園城寺怜的一巡預見，苦戰後只獲得第3名。但戰勝自己的園城寺怜卻在準決賽被宮永照壓倒性地領先，在電視前觀戰的美幸不禁愕然地感嘆著「世界不同」。 有著「—（真是的—）」的口癖。
依藤澄子（配音：森優子）
二年級生，擔任次鋒，深受學妹們信賴，沈著個性的少女。
古塚梢（配音：高森奈津美）
三年級生，擔任中堅，是隊上的社長。
森垣友香（配音：進藤尚美）
一年級生，擔任副將，因從小在國外長大的歸國子女，說話尾音多少有著外國語調「～—（敬語です的意思）」。
安福莉子（配音：巽悠衣子\演員：紗英）
一年級生，擔任大將，頭上戴著有著花裝飾的髮帶。

## 福岡縣

### 新道寺女子高中
福岡縣代表。北九州最強的高中。
花田煌（配音：新井里美）
2年級生，擔任先鋒，中學時是長野縣高遠野中學麻將社社長，小和及優希中學時期的學姊，升高中轉到福岡縣就讀。
生性非常樂觀，在無意間聽到白水哩要把自己當棄子拿去對付宮永照時，也會覺得自己被重用了；在八強賽二回戰被宮永照打得慘兮兮，但依舊不放棄地向照挑戰。
口頭禪為「好棒」（すばらっ）。
在宮永照擔任尾莊的先鋒戰中，與阿知賀的松實玄、千里山的園城寺怜成功地阻止了照在尾莊的連莊。
能力
鎖血 - 不論遇到多麼強大的選手(包含宮永照、職業雀士)，自身絕對不會被擊飛。
安河內美子（配音：高本惠）
3年級生，擔任次鋒。採取與先前比賽時不同的快打策略而取得良好成績。
江崎仁美（配音：巽悠衣子）
3年級生，擔任中堅。失敗時口邊常常掛著「這是『xx』的錯！」。
白水哩（配音：鹿野優以）
新道寺麻雀部部長，擔任副將，佐賀縣生立里中學出身。實力很高，被同局的船Q譽為真正的ACE。
上一年比賽擔任先鋒時被其他ACE吃死，故今年排出由弱至強的陣式。
能力
鎖鏈束縛 - 在牌局開始的時候將牌組掀開稍微看一下之後蓋上牌組以此發動能力（非必要做的動作，但白水哩為了確保能成功使用能力都會固定做此動作），能將這副牌變為自己想要和的番數牌，若和牌的番數不足則不能發動「解除束縛的鑰匙」，太多也不能超出鎖定的番數。
解除束縛的鑰匙 - 可將自己當局和的番數變成鑰匙交到大將鶴田姬子手上的能力，擁有該鑰匙的鶴田姬子則可以在與自己打的同一風同一局上，必定和出雙倍的番數。
鶴田姬子（配音：大龜明日香）
擔任大將，和部長白水一樣是佐賀縣生立里中學出身。
與部長白水間的組合被認為連職業選手也無法突破。
能力
解除束縛的鑰匙 - 將白水哩當局和的番數變成鑰匙交到自己手上的能力，在比賽時則可以在與白水哩打的同一風同一局上，必定和出比白水哩多一倍的番數。

## 其他選手
森合愛美（配音：原紗友里）
福島縣代表，裏磐梯高中的3年級生，擔任團體戰的先鋒，特技是滑雪的運動少女，全國1回合戰與阿知賀對決，被小玄的寶牌麻將擊敗。
寺崎遊月（配音：高森奈津美）
富山縣代表，射水綜合高中的3年級生，麻將社社長且擔任團體戰的先鋒，去年個人戰第15名，全國1回合戰與阿知賀對決，雖然一開始直擊小玄，但還是輸在小玄的寶牌麻將。
新免那岐（配音：巽悠衣子）
岡山縣代表，讃甘高中的3年級生，麻將社社長且擔任團體戰的先鋒，戴著頭帶腰際掛著兩把刀彷彿宮本武藏般的打扮，全國1回合戰與阿知賀對決，被小玄的寶牌麻將擊敗。
佐佐野苺（配音：松來未祐）
廣島縣代表，鹿老渡高中的3年級生，擔任團體戰的中堅，有著偶像般人氣的選手，但在1回合戰對上姬松時就遭到愛宕洋榎的役滿直擊而落敗淘汰。
百鬼藍子
靜岡后土學園2年級生，靜岡縣的NO.1，只參加全國個人戰的選手，被荒川憩號召來協助阿知賀特訓。
霜崎絃
千葉須和田高中3年級生，千葉預賽的MVP，只參加全國個人戰的選手，被荒川憩號召來協助阿知賀特訓。
對木茂子
西愛知覺王山高中1年級生，只接觸麻將5個月便成為了東海王者，百鬼藍子的朋友，並未參加全國賽，被荒川憩號召來協助阿知賀特訓。

## 職業雀士
藤田靖子（配音：淺野真澄（日本动画配音），郭馨雅（台湾） / 演員：夏菜）
实力排名全国第二十三。
25歲，6月25日生，竹井久的熟人，在實業團時代就被稱為「逆轉女王（Reverse Queen）」的女職業麻雀士，長野縣出身，高中就讀弓振高中，目前是職業隊佐久Ferreters隊員。特徵是哥德風格穿著和長煙桿。是『屋頂（Roof-top）』的雀館的常客，受久的拜託將咲與和徹底地打敗，令她們知道自己的能力不足。縣區大賽預賽中也被請來作專業解說。非常喜歡天江衣，她覺得衣非常可愛，甚至說了好想要有一個像衣這樣的孩子。很喜歡吃豬排飯，所以咲以「豬排飯小姐」稱呼她。為小鍛治雀士的後輩，因此與小鍛治雀士說話時使用敬語。
在去年的職業以及業餘的友誼賽中，被天江衣擊敗，只拿到了第二名（两人没有直接比赛）。
為「WEEKLY麻雀TODAY」No.235號的封面人物。
小鍛治健夜（配音：後藤沙緒里）
实力排名全国第一。
27歲，11月7日生，身高153cm，體重42kg，茨城縣出身。現為筑波Pleasing Chickens隊員，東東京地區預選大賽及全國大賽準決賽負責解說的職業雀士。並且和恒子一起主持「胖胖與健康」的廣播節目。性格溫和、略帶軟弱，時常在言語上遭到恒子的欺負。因為可愛的外貌以及其性格的關係，在麻將圈內的粉絲滿多的。10年前就讀土浦女子高中並獲得全國高中大賽的冠軍，史上最年輕的職業麻將賽八冠得主，國內無敗績，永世稱號七冠，原世界排名第2，在惠比壽隊的時代每年都是聯盟的MVP，參加過里約熱內盧的東風FREE STYLE大賽，並且拿到了銀牌。但因為後來加入了家鄉的筑波Pleasing Chickens，變的很少參加排位賽，因此排名很低，最近世界排名973位。
在解說白糸台與阿知賀等其他兩校的前鋒戰時，說過在高中生時期時，曾經遭受過僅僅一次跳滿以上的打擊，而那出人意料的打牌風格，至今仍給自己留下相當深刻的印象，而那個和了小鍛治役滿的人正是阿知賀麻將部的教練赤土晴繪。
職業麻將收集卡裡的稱號為「Grandmaster」。
三尋木（配音：松岡由貴）
实力排名全国第二。
24歲，2月23日生，身高145cm，體重37kg。全國大賽1･2回戰阿知賀的回合裡解說的職業雀士。神奈川縣出身，目前是橫濱Lodestars隊員，獲得首位打點王及Gold hand獎，也是擔任日本國家代表隊的先鋒，職業麻將收集卡裡的稱號為「Cat Chamber」，穿著和服拿把扇子是她的特徴。口頭禪為「不知道」。
戒能良子（配音：田村睦心）
实力排名全国第七。
20歲，4月10日生，身高161cm，體重53kg，長野縣出身，於100話登場的職業雀士，高中就讀愛媛縣的大生院女子高中，現為松山Fotilla隊成員。去年獲得年度最佳新人與Silver Shooter的獎項，是展現出變換自在打法的希望之星。
與永水女子高中的瀧見春為表姐妹關係。和姬松高中的代理監督赤阪郁乃為朋友，職業麻將收集卡裡的稱號為「The Spook」。
喜歡落英文。
被赤阪郁乃找來替末原恭子特訓。
高三時與高一的宮永照對決過，成為這幾年來唯一擊敗宮永照的高中生。
能力是召喚阿茲特克的神明。
在外传《咲慕流年》开篇中提及当时小学的她看过当年瑞原、赤土、小鍛治和野依的高中全国大赛半决赛。
瑞原早璃（配音：田村由香里）
实力排名全国第四。
於101話登場，28歲，生日是7月13日，島根縣出身，身高151cm，體重49kg，高中就讀於朝酌女子高中，現在為heartbeats大宮的成員。是一位給人感覺很老練的職業雀士兼現役偶像，外貌十分年輕。職業麻將收集卡裡的稱號為「Whirlwind」。強項是和牌的速度，並且以出色的穩定防禦所自豪。最不想與之對決的高中為「有珠山高中」。(因為獅子原爽的其中一個神威效果會使自己形像破滅。)
傳短信時會用匪夷所思的符號代替文字。
在外傳阿知賀篇中致電詢問赤土晴繪，有無意願加入自己所待的職業隊伍。
在外传《咲慕流年》初登场时为北堀小学二年级生，在一次照顾奶奶不当而自责时被真深所鼓励，之后也看到了真深作为偶像的一面而有所仰慕，之后真深因癌症入院治疗，并之后向其诉说因疾病的恐惧后反而鼓励真深并决心成为像真深一样的人。被真深赞赏具有成为偶像的潜质，而且因为需要参加过高中麻将大赛才能像真深具有“牌的大姐姐”的称号而学会打麻将，水平在外传时期已经超过外传主角群，三次在儿童麻将大赛击败当时的闲无，但在慕六年级的大赛时所击败成为第二。
野依理沙（配音：柚木涼香）
实力排名全国第五。
於106話登場的職業雀士。職業麻將收集卡裡的稱號為「Crepuscule」，現在為Eminencia神户的成員。
九州最强的職業雀士，是一名非常不會說話的人。而據說其在擔當解說時看起來如此生氣，只是因為太過於興奮了而已。
雖然被一起轉播賽事的轉播員村吉未咲嚴厲地對待，但實際上兩人感情很好。
高中就讀新道寺女子高中。
大沼秋一郎（配音：宮下榮治（日本动画配音））
72歲，生日是10月21日，身高174cm，體重68kg，熊本縣出身。目前為延岡Spangles隊的成員。職業麻將收集卡裡的稱號為「The Gunpowder」。
過去的明星選手，隸屬於東京隊的時候連續五年守備率第一，現在隸屬於高級聯賽的隊伍。有多部著作。
有著特立獨行的語言風格，很dandy的職業雀士。
擁有尖銳的觀察力和推理力的資深職業雀士。擔當鹿兒島縣預賽時的解說。
南浦聰（配音：大塚芳忠（日本动画配音））
南浦數繪的祖父。

## 播報員
福與恒子（配音：野中藍）
生日是1月17日，23歲，身高165cm。
東東京地區預選大賽及全國大賽準決賽負責實況的播報員，並且和小鍛治一起主持「胖胖與健康」的廣播節目。
10年前中學2年級時在電視裡曾為著小鍛治的隊伍在高中大賽上加油。
雖然常在言語上欺負著健夜，但其實10年前小鍛治雀士的隊伍奪冠時為她的粉絲。
針生繪理（配音：藤田由美子）
全國大賽1･2回戰阿知賀的回合裡負責實況的播報員。28歲，生日是5月4日，身高167cm。
村吉未咲（配音：藤村步）
生日是5月26日，26歲，身高162cm。
全國大賽B組半決賽清澄的回合裡負責實況的播報員。
對一起負責解說的野依雀士頗為嚴厲，但實際上兩人關係相當好。
佐藤裕子（配音：豐嶋真千子）
生日是2月2日，身高166cm。
全國大賽2回戰清澄的回合裡負責實況的播報員。
三科健太（配音：白石稔（日本动画配音），黃天佑（台湾））
長野縣預選大賽實況播音員。生日是11月16日，身高179cm。
西東京地區預選大賽實況播音員（配音：田坂秀樹（日本动画配音））

## 記者
西田順子（配音：藤田咲（日本广播剧），小菅真美（日本动画），雷碧文（台湾））
雜誌「WEEKLY麻雀TODAY」的女記者。關注原村和的動向，為了取材就連縣區大會預賽都來。
山口大介（配音：小山剛志）
雜誌「WEEKLY麻雀TODAY」的攝影師，西田的搭檔。
對於只關注原村和的搭檔西田，提出要不要採訪咲的意見，認為以都姓「宮永」的巧合來看，咲與照很可能有關係。
曾因為報導上的需求，而拍過宮永照的照片。覺得宮永照與宮永咲兩人長得十分相似。
埴淵久美子
雜誌「WEEKLY麻雀TODAY」的新人記者。

## 親人
宮永界（配音：小野坂昌也（日本），黃天佑（台湾） / 演員：長谷川朝晴）
宮永咲和照的父親。和咲的母親分居中。
愛．雅珂丹廸(Arctandy)
宮永咲和照的母親。曾經為職業雀士，當時化名為「愛．雅珂丹達(Ai·Arctander)」。和咲的父親分居中。現在和照搬到東京。
原村惠（配音：中田讓治（日本），黃天佑（台湾））
原村和的父親。希望原村和搬去東京讀書，不太希望和繼續打麻將，於是原村和提出只要取得全國冠軍父親就不用搬離這個城市的約定。
原村嘉帆
原村和的母親，在东京检察院就职。相對於惠的觀點，認為既然原村和打算和朋友在一起，就繼續留在長野讀書。對和打麻將的興趣，也不反對。
池田緋菜、池田菜沙、池田城菜
池田華菜還在讀幼稚園的三胞胎妹妹，在華菜陪著福路上京參加全國大會時交由文堂和深堀照顧中。
新子望（配音：夏樹莉緒）
新子憧的姊姊，高中時和赤土晴繪是阿知賀麻將社的隊友，目前在家中的神社擔當巫女。
高鴨綾乃（配音：米丸步）
高鴨穩乃的媽媽，經營著土產店。
鷺森公子（配音：丸山優）
鷺森灼的奶奶，經營著保齡球館。
松實露子
松實玄和松實宥姊妹的母親，已經過世，曾告訴玄要多珍惜寶牌，玄慢慢養成了不丟寶牌的習慣。

## 外传《咲慕流年》登场角色
白築慕
本外传主角，1月31日出生。故事开篇时为小学四年级，曾经和母亲在横滨一起生活，在母亲失踪后跟舅舅耕介回岛根老家生活并就读于汤町小学。在小学五年级为了能让母亲见到自己而参加了松江儿童麻将大赛并获得第三名，六年级时再次参加而获得第一名。
十分喜欢麻将，就算分数出于劣势也能保持微笑。多和出地方古役种和带“鸟雀”的役种。
年龄上，比闲无等大。
石飞闲无
本外传第二主角，8月11日出生，同就读于汤町小学，能力很强，性格倔强孤傲好胜，极度不服输，傲娇属性，但本性不坏。自小就在伙伴群中表现出色，在小学四年级对现有的成就感到无聊时偶然听到麻将而选择参加当时的松江儿童麻将大赛，却败给当时同为四年级的早里，决议向早里复仇而召集伙伴一起练习麻将，之后继续参加比赛并遇上之前拒绝的——当时是五年级的——慕，虽然获得第二名但被慕的喜爱所感动而成为朋友。之后下一年继续与杏果和慕一起参加，获得第三。
实际打麻将只是寻求胜利的优越感，而非真正喜爱麻将，直到遇上慕之后而有所改变。后来被发掘出灵敏的听觉，开始对此能力进行培训。
稻村杏果
11月26日出生，闲无的同龄好友，家为开旅馆的，十分关心闲无，在闲无第一次儿童麻将大赛失败后陪同闲无一直练习麻将。
白築奈奈
慕的母亲，有在银座和横滨做夜场的工作，在故事开篇和女儿、弟弟打了一盘家族麻将后第二天失踪。在漫画24话中再次出现，观看过女儿的比赛，並透過高橋知代子轉交一封信給女兒。漫畫25話中和尼曼的對話中得知，可能受到尼曼「魔法」的控制而不認得女兒和其他認識的人，并且可能被其职业雀士团队控制。
白築耕介
慕的舅舅，在奈奈失踪后带侄女慕回老家岛根，暂住老家父母的房子，职业是外派作家。
周藤瞬斗
耕介的同学，曾经一起组过乐队，现在为当铺老板。
春日井真深
早里所追随的人，偶像，在儿童节目上被称为“牌的大姐姐”，擅长用麻将牌表演魔术，曾经高中时参加高中麻将大赛获得过团体赛亚军。在早里曾经为自己照顾奶奶不周而自责时鼓励过其，其后早里看到其作为偶像的一面而被早里所仰慕。之后患有癌症而曾转至东京治疗，之后病后初愈也坚持出席偶像活动。早里因为看到其偶像表面的热情和面对疾病的恐惧而反鼓励与其，并立定成为和其一样的人的决心。
本藤悠慧
七类小学六年级生，家里有经营海滩生意。喜欢打麻将但不太勤于练习，曾经在自家海滩遇到游玩的慕等人，之后在松江儿童麻将大赛相遇但落败而发现自己对麻将能力的不足。渴望能在东京读书。